# まんがタイムスペシャル
『まんがタイムスペシャル』は、芳文社から発行されていた月刊4コマ漫画雑誌。青年・女性向けと萌え系4コマ誌の折衷タイプに分類される。『まんがタイムオリジナル』増刊として発行されていたが、1992年6月号にて独立創刊。
2019年10月21日発売331号（2019年12月号）をもって休刊した。休刊時に連載されていた作品は他誌に移籍となった。
原則として毎月22日に発売されていた（ただし、地域によっては発売日が異なることがある）。

## 傾向
従来は女性読者をターゲット4コマ誌として、恋愛や家族愛を重点に置いた作品構成がされてきたが、近年ではその色合いは薄れてきており、萌え系4コマ作品の連載が増加している。かつては「恋する乙女応援4コマ誌」という女性向け4コマ誌であることを前面に押し出したキャッチコピーを多く使用していたが、誌面構成の変化とそれに伴う男性読者の増加により近年では控えられている傾向にあり、現在では「笑顔をチャージ!エンタメスペシャル」という特定の性を意識しないキャッチコピーが多用されている。
2004年のリニューアルの際、廃刊になった『まんがタイムナチュラル』の作品が多数移籍となる。また、リニューアル前後からは『まんがタイム』グループの中では『まんがタイムきらら』グループに近いスタンスが取られるようになり、『スーパーメイドちるみさん』や『えすぴー都 見参!』『ベンリ屋なっちゃん』などの男性読者向け萌え4コマ作品の連載が見られるようになり、その後も吉谷やしよ、藤凪かおるらといった『きらら』系作家や、『もえよん』出身の北条晶といった萌え系作品を主軸とする作家の流入などがあり、2010年2月号においても再度リニューアルとして新連載が5本スタート、萌え系作品のさらなる強化が図られている。
このようなことから、女性読者層に限らず、萌え系4コマ誌の主な購読者である青年男性層にもターゲットを広げた誌面構成となっている。このため『まんがタイムきらら』グループ雑誌に連載している作家陣が起用される比率が高く、他の『まんがタイム』グループ雑誌と比較して、『まんがタイムきらら』グループ雑誌や、まんがタイムKRコミックスの広告が多く掲載されている。
本誌連載の『恋愛ラボ』が『まんがタイム』グループでは初めてテレビアニメ化され、2013年7月から9月まで放映された。同作のアニメ化が発表された2012年11月にtwitter公式アカウントを取得。これは『まんがタイム』グループでは本誌が唯一となっていたが、2014年現在は「まんがタイム編集部」のアカウントとして『スペシャル』以外のグループ誌や単行本の情報も発信される。

## 休刊時点で連載されていた主な作品
- 完結
  - 恋愛ラボ（宮原るり 2008年4月号、2009年2月号（ゲスト）、2009年10月号 - 2010年1月号、2010年4月号 - 2019年12月号、内2010年4月号 - 8月号は隔月連載（同年10月号より毎月連載）） - コミックエール!より転籍、過去にまんがホームで並行連載、まんがタイムで短期集中連載。作品開始2006年
  - 年上の物理女子は可愛いと思いませんか？（ミツナナエ 2017年11月号 - 2019年12月号）
  - 僕しか知らないあやの先輩（いつみまお→まいち 2018年6月号 - 2019年12月号） - まんがタイムファミリーより移籍
  - なごみ先生は職場のお医者さん（按図よしひろ 2017年12月号ゲスト、2018年7月号 - 2019年12月号）
  - 吸血鬼さんは無職です。（瀬川あべる 2018年8月号 - 10月号 ゲスト扱い、 - 2019年12月号）
  - ワタシを欲しがる河野さん（町田すみ 2018年9月号 - 2019年12月号 ゲスト扱い）
  - スーツは尊し（軍三郎 2019年4月号 - 2019年12月号 ゲスト扱い）
- まんがタイムオリジナルに移籍
  - ミッドナイトレストラン7to7（胡桃ちの 2000年8月号 - ）
  - 大家さんは思春期!（水瀬るるう 2018年6月号 - ） - まんがタイムファミリーより転籍、まんがタイムで並行連載
  - 可愛い上司を困らせたい（タチバナロク 2015年6月号 - 10月号 ゲスト扱い - ）
  - コスプレ地味子とカメコ課長（橙夏りり 2018年8月号 - ）
- まんがタイムに移籍
  - ローカル女子の遠吠え（瀬戸口みづき 2014年10月号 - 12月号 ゲスト扱い - ）
  - ふたりが家族になるまでに（黒麦はぢめ 2018年8月号 - ）2018年3月号ゲスト
  - 六畳一間の憑き物石（西岡さち 2019年7月号 - ゲスト扱い）
- まんがホームに移籍
  - この恋は深見くんのプランにはない。（ひのなつ海 2018年6月号 - ） - まんがタイムファミリーより移籍、
  - うちの可愛い掃除機知りませんか？（裕木ひこ 2018年6月号 - ） - まんがタイムファミリーより移籍、
  - ぼくの上目遣い（市川なつを 2019年9月号 - ）
  - ヲトメは義母に恋してる（桐原小鳥 2019年11月号 - ゲスト扱い）

## 連載が終了した主な作品
- 好きだヨンたーくん（ともびきちなつ）
  - 好きだヨンたーくん - マンガ図書館Z（外部リンク）
- きらきら、てくてく。（笹野ちはる - 2009年4月）
- 恋するさよちゃん（窪田まり子 - 2004年2月号）
- 結果オーライ柑子ちゃん（唯洋一郎 1999年2月号 - ）
- ダッシュ!!カンカン娘（岡田がる）
- てんぷら（なんば倫子 - 2008年3月号）
- ふぁみコン!（カタクラユキ - 2008年4月号）
- アニマル商事猫田課長（タカキケンゴ - 2008年9月号）
- 夏乃ごーいんぐ!（たかの宗美 - 2011年8月号）
- 僕のかわいい上司さま（小池田マヤ 1997年2月号 - ）
- てんとり虫のサンバ （富永ゆかり、1997年6月号 - 2000年5月号）
- 白衣の男子（岸香里 1999年2月号 - 2009年8月号） - ストーリー形式
- ふたご最前線（辻灯子 2000年2月号 S-1グランプリ受賞掲載枠 - 2010年7月号）
- エン女医あきら先生（水城まさひと 2000年5月 ゲスト扱い - 2008年1月）
- ましろ☆ふっとタイム（おおた綾乃 2000年9月 - 2007年1月）
- 千秋ツーフェイス（柳田直和 2000年9月号 ゲスト扱い - 2010年3月号）
  - 千秋ツーフェイス - マンガ図書館Z（外部リンク）
- スーパーメイドちるみさん（師走冬子 2002年10月号 - 2005年5月号、2007年5月号新連載扱いで再開 - 2014年1月号完結） - 過去にまんがタイムジャンボ、まんがタイムきらら、まんがタイムポップ、まんがホームでも連載していた。作品開始2000年
- えすぴー都 見参!（岬下部せすな 2003年11月号 - 2012年8月号）
- さゆリン（弓長九天 2004年11月 - 2006年6月）
- ななみまっしぐら（みやさかたかし 2004年2月 - 2006年10月）
- まつのべっ!（秋吉由美子 2004年2月 - 2007年5月） - 作品開始1998年、まんがタイムオプショナル→まんがタイムナチュラルより転籍
- 花の湯へようこそ♥（渡辺志保梨 2004年3月 - 2011年1月号） - 作品開始2000年12月号、まんがタイムナチュラルより転籍
- うりふたつ☆キミ（関根亮子 2005年3月 - 2007年7月）
- だてまき。（オザキミカ 2005年3月 - 2008年7月）
- いつも心に太陽新聞!!（師走冬子 2005年6月 - 2006年4月） - 作品開始2001年、まんがタイムナチュラルより1年半以上の中断を経た後に転籍
- 24時間サンシャイン!（吉川景都 2005年9月 - 2008年9月）
- それだけでうれしい（松田円 2006年5月号 - 2009年7月号 隔月連載） - ストーリー形式
- たまのこしかけ（荻野眞弓 2006年6月号 - 2007年2月号、同年4月号 - 8月号、2008年9月号 - 2010年1月号、2011年1月号 - 2012年7月号）
- 総てんねん工房（刈谷晶 2006年12月号 - 2010年8月号 不定期掲載）
- あいどく!（おおた綾乃 2007年2月号 - 2009年12月号）
- えんれんCafe（吉田美紀子 2007年4月号 - 2010年4月号）
- ゆたんぽのとなり（吉谷やしよ 2007年2月号 - 4月号ゲスト、2007年8月号 - 2010年1月号）
- はっぴぃママレード。（北条晶 2007年7月 - 2010年1月号） - まんがタイムファミリーにて並行連載
- そこに愛がある限り（松山花子 2007年7月号 - 2010年3月号） - 目次4コマ
- 瞬け!シャイン（安堂友子 2007年8月号ゲスト扱い - 2010年3月号 2009年8月号以前は隔月連載）
- なでしこ3on3（秋吉由美子 2007年9月号 - 2009年11月号）
- なないろレシピ（野広実由 2007年9月号 - 2010年2月号）
- ハニーtheバンドガール（楯山ヒロコ 2007年10月号ゲスト扱い - 2009年11月号）
- ベツ×バラ（曙はる 2008年5月号 - 2012年5月号）
  - その後のベツ×バラ（2012年6月号 - 2012年10月号） - 後日談
- 幼稚園ぼうえい組（テンヤ 2009年1月号 -  3月号 ゲスト扱い - 2009年8月号
  - ほのかしっかりしなさい!（2009年9月号 - 2010年4月号 ゲスト扱い） - スピンオフ作品
  - 幼稚園ぼうえい組 - マンガ図書館Z（外部リンク）
- ココロ君色サクラ色（桑原草太 2009年2月号 - 3月号ゲスト、5月号 - 2010年1月号、4月号 - 12月号 隔月連載） - まんがタイムラブリーを経てまんがタイムファミリーに転籍、ストーリー形式
- ポンチョ。（高嶋ひろみ 2009年6月号 - 2012年3月号 - 作品開始2007年10月号、まんがタイムラブリーより転籍
- MISHIMAデパートメンズ館（松山花子 2009年6月号 - 2010年2月号 偶数月号隔月連載 - まんがタイムラブリーより転籍
- 21時のシンデレラガール（藤凪かおる 2009年8月号 - 2012年10月号）
- あつむトイタウン（水城まさひと 2009年11月号 - 2011年12月号） - 作品開始2008年、まんがタイムジャンボより転籍
- ミニパトっ!（大富寺航 2009年11月号 - 12月号ゲスト、2010年2月号 - 2011年5月号、5月号は特別編扱い）
- 放課後エア部（サカザキ 2010年1月号、4月号 - 5月号、8月号 - 12月号、2011年8月号 ゲスト扱いのまま長期にわたって掲載）
- スーパー探偵!（北条晶 2010年2月号 - 4月号 ゲスト扱い - 2010年9月号）
- キミ待ち!（口八丁ぐりぐら 2010年2月号 - 2011年1月号）
- 早乙女寮別館ものがたり（小谷あたる 2010年2月号 - 2011年11月号）
- おすすめ!看板娘 あんちょこ（おおた綾乃 2010年2月号 - 2012年9月号）
- 丸の内!（藤島じゅん 2010年2月号 - 4月号 ゲスト扱い - 2012年11月号）
- 笑って!外村さん（水森みなも 2010年2月号 - 2017年12月号） - まんがタイムジャンボ2009年8月号 - 10月号、12月号ゲストを経て、当誌で連載開始。過去にまんがホームでも連載していた
- トンネルの華子さん（松田円 2009年9月号ゲスト、2010年4月号 - 2012年8月号、2012年8月号は「特別編」））
- おてんき小春ちゃん（ふくやまけいこ 2010年4月号 - 2012年11月号 目次4コマ、2012年4月号ゲスト）
- 強風記〜小説家 烏山サトシ〜（カラスヤサトシ 2010年4月号 - 2011年9月号）
- シュガービーチ（下村トモヒロ 2010年6月号 - 7月号 ゲスト扱い - 2013年2月号）
- 変スタイル（水沢あゆむ 2010年8月号 - 2011年1月号、4月号、6月号 ゲスト扱いのまま長期にわたって掲載）
- 野菜畑でつかまえて（まつもと剛志 2010年8月号- 10月号ゲスト、12月号 - 2013年7月号）
- パンむすめ（樹るう 2010年9月号 - 2011年10月号）
- セーラー服でもあいしてね（にしうら染 2010年11月号 - 2011年3月号、6月号 ゲスト扱いのまま長期にわたって掲載）
- ないしょのミルクティー（吉岡七見　2010年11月号 - 2011年2月号、5月号 - 8月号、10月号 - 12月号 ゲスト扱いのまま長期にわたって掲載）
- おーがちゃん（コンノトヒロ 2011年1月号・3月号ゲスト、4月号 - 2013年3月号、2013年5月号に特別編掲載）
- だんつま（渡辺志保梨 2011年2月号 - 2012年11月号  - 作品開始2008年6月号、まんがタイムラブリーより転籍
- 少女カフェ（板倉梓 2011年2月号 - 2013年1月号  - 作品開始2010年1月号、まんがタイムラブリーより転籍
- カブルモン（藤堂あきと 2012年2月号 - 3月号 ゲスト扱い - 2014年7月号）
- 放課後のピアニスト（十野七 2011年2月号 - 2012年8月号 ） - 作品開始2010年2月号、まんがタイムラブリーより転籍
- 69億のクリスマス（三谷知子 2011年5月号 -  2012年1月号 隔月連載、ストーリー形式）
- 踊る!アントワネットさま（にしうら染 2011年9月号 - 10月号 ゲスト扱い - 2014年10月号）
- OLはとぽっぽ（たかの宗美 2011年11月号 - 2014年12月号 - まんがタイムラブリー2007年1月号 - 6月号目次4コマ、同年3月号に同誌ゲスト掲載。当誌連載1回目にはこれらの再録を併載
- ゲキカラ文化交流（沼江蛙 2012年1月号 ゲスト扱い - 2015年4月号）
- 趣味じゃない園芸（駒倉葛尾 2012年1月号 - 2月号 ゲスト扱い - 2014年10月号）
- どろんきゅー（吉村佳 2012年1月号 ゲスト扱い - 2015年4月号）
- アイして・やえば（三宅あきた 2012年5月号 - 7月号、9月号 - 12月号、2012年2月号 - 7月号 ゲスト扱いのまま長期にわたって掲載）
- 銀河系女子高生★ありすちゃん（はなこ、原作：サカザキ、2012年4月号 - 6月号、10月号 - 12月号ゲスト、2013年1月号 - 2015年3月号）
- ナースドールまりあ（しまだ 2012年10月号 - 2014年5月号）
- メェ〜探偵フワロ（ナントカ 2012年11月号 - 2013年3月号 ゲスト扱いで『メー探偵フワロ』の題名 - 2018年5月号）
- ピンポン☆ブー（藤島じゅん 2012年12月号- 2013年2月号 ゲスト扱い - 2015年7月号）
- 兄妹のスキマ（3.5合 2013年1月号、3月号、6月号 - 7月号 ゲスト扱いのまま長期にわたって掲載） - 2012年8月号月間新人賞『兄弟の隙間』を改題）
- 先生のすみか（伊藤ハチ 2013年2月号 - 8月号 ゲスト扱い - 2015年2月号）
- 美味しいタノミゴト（梨尾 2013年4月号 - 2015年5月号 ゲスト扱いのまま長期にわたって掲載）
- ぱふぃん〜中国的刺客美少女〜（にたこ 2013年4月号 - 2014年4月号 ゲスト扱いのまま長期にわたって掲載）
- アテナの初恋（縞はるひ 2012年8月号 - 11月号、2013年1月号 - 2018年5月号 ゲスト扱い）
- 風紀のフーコ（永みはじ 2013年6月号 - 2014年4月号 ゲスト扱いのまま長期にわたって掲載）
- すしっ娘（3.5合 2013年8月号 - 2014年5月号 ゲスト扱いのまま長期にわたって掲載）
- 信長のおよめちゃん（大場玲耶 2013年8月号 - 2014年7月号 ゲスト扱いのまま長期にわたって掲載）
- じごくプリンセスえんまちゃん（ひらふみ 2013年9月号 - 2014年7月号、9月号 ゲスト扱いのまま長期にわたって掲載）
- みずいろミュージアム（あさみゆとり 2014年2月号 - 4月号 ゲスト扱い - 2016年4月号）
- おかってスタディ（大川マキナ 2014年4月号 - 2015年1月号 ゲスト扱いのまま長期にわたって掲載）
- だけど温田さんはひとりでデキない（町田すみ 2014年6月号 - 8月号 ゲスト扱い - 2016年9月号、連載終了後、2016年11月号に特別編として掲載）
- 注文の多いお姉ちゃん（けんち蛍 2014年8月号 - 2015年3月号 ゲスト扱いのまま長期にわたって掲載）
- うぶコメ!（枕辺しょーま 2014年8月号 - 10月号ゲスト扱い - 2016年11月号）
- なり×ゆきリビング（乃花タツ 2014年8月号 - 11月号 ゲスト扱い - 2016年10月号）※連載終了後、2016年11月号に特別編として掲載
- タフオ☆カスタマイズ（プイケル 2014年11月号 - 2015年11月号 ゲスト扱いのまま長期にわたって掲載）
- 光れ!メシスタント（310 2014年11月号 - 2015年3月号 ゲスト扱い - 2017年3月号）
- 前略、パリは甘くて苦いです。（にしうら染 2014年11月号 - 2015年1月号 ゲスト扱い - 2016年12月号）
- BONSAIガール!（ミツナナエ 2014年11月号 - 2015年11月号 ゲスト扱い） - 2017年2月号）
- ざしきわらしと僕（西岡さち 2015年1月号、8月号、11月号 ゲスト扱い - 2018年10月号）
- ごにんばやし（水瀬るるう 2015年2月号 - 5月号ゲスト、7月号 - 2018年5月号） - 第一部完
- 天王洲会長にカレシができないワケ 2015年3月号、5月号 - 2015年9月号 ゲスト扱いのまま長期にわたって掲載）
- ヒロインになれません（たうみまゆ 2015年4月号 - 12月号 ストーリー形式）
- リビングにGペン（四ツ原フリコ 2015年6月号 - 10月号 ゲスト扱いのまま長期にわたって掲載、ストーリー形式）
- 同姓同盟（幾花にいろ 2015年9月号 - 2016年5月号 ゲスト扱い）
- 毎日がインドアライフ（沼江蛙 2015年10月号 - 2017年4月号 ゲスト扱い）
- 課長と私のおかず道（梨尾 2015年10月号 - 2019年1月号） - ゲスト連載を経て連載
- ちんまり経理のヒメ先輩（kera 2016年8月号 - 2019年9月号） - ゲスト連載を経て連載
- 穂積君は猫に勝てない（ほしな 2016年12月号 - 2019年2月号）
- 渚は太陽をひとりじめ（山東ユカ 2016年10月号 - 12月号ゲスト、2017年1月号 - 2019年11月号）
- 偏食女子は恋でおなかを満たしたい（野澤ゆき子 2018年6月号、2018年7月号） - まんがタイムジャンボより移籍後2回の掲載
- あの日の海と16歳の夏休み（川泉ポメ 2018年6月号 ゲスト扱い - 2018年8月号） - まんがタイムジャンボより移籍後2回の掲載
- おにいちゃんと呼ばないで（桐原小鳥 2018年6月号 - 2019年6月号） - まんがタイムジャンボより移籍

## 表紙の変遷
4コマ誌においては、他のジャンルの漫画雑誌と異なり、表紙イラストが1名の作家によって複数月連続して担当されることが多い。ここでは、本誌の表紙イラストを担当していた作家・作品と、その担当していた期間を記す。
1. 独立創刊以前に、ともびきちなつ（好きだヨンたーくん）、小池田マヤ（僕のかわいい上司さま）等
2. 窪田まり子（恋するさよちゃん）（独立創刊号、1992年6月号 - 2000年X月号）
3. 岡田がる（ダッシュ!!カンカン娘）（2000年X月号 - 200X年X月号）
4. なんば倫子（てんぷら）（200X年X月号 - 2007年4月号）
5. 師走冬子（スーパーメイドちるみさん）（2007年5月号 - 2009年9月号、11月号、2010年1月号 - 2月号、4月号、6月号、8月号 - 9月号）
6. 荻野眞弓（たまのこしかけ）（2009年10月号）
7. 胡桃ちの（ミッドナイトレストラン7to7）（2009年12月号、2010年3月号、7月号）
8. 曙はる（ベツ×バラ）（2010年5月号）
9. 宮原るり（恋愛ラボ）（2010年10月号 - 最終号（2019年12月号）） - 2012年9月号は水森みなも（笑って!外村さん）との合同表紙
10. 水森みなも（笑って!外村さん）（2012年9月号） - 宮原るり（恋愛ラボ）との合同表紙）